# Решение треугольников
Исторический термин «решение треугольников» (лат. solutio triangulorum) обозначает решение следующей тригонометрической задачи: найти остальные стороны и/или углы треугольника по уже известным. Существуют также обобщения этой задачи на случай, когда заданы другие элементы треугольника (например, медианы, биссектрисы, высоты, площадь и т. д.), а также на случай, когда треугольник располагается не на евклидовой плоскости, а на сфере (сферический треугольник), на гиперболической плоскости (гиперболический треугольник)  и т. п. Данная задача часто встречается в тригонометрических приложениях — например, в геодезии, астрономии, строительстве, навигации.

## Решение плоских треугольников

Стандартные обозначения в треугольнике

У треугольника общего вида имеется 6 основных элементов: 3 линейные (длины сторон {\displaystyle a,b,c}) и 3 угловые ({\displaystyle \alpha ,\beta ,\gamma }). Сторону, противолежащую углу при вершине, традиционно обозначают той же буквой, что и эта вершина, но не заглавной, а строчной (см. рисунок). В классической задаче плоской тригонометрии заданы 3 из этих 6 характеристик, и нужно определить 3 остальные. Очевидно, если известны только 2 или 3 угла, однозначного решения не получится, так как любой треугольник, подобный данному, тоже будет решением, поэтому далее предполагается, что хотя бы одна из известных величин — линейная.
Алгоритм решения задачи зависит от того, какие именно характеристики треугольника считаются известными. Поскольку вариант «заданы три угла» исключён из рассмотрения, остаются 5 различных вариантов:
- три стороны;
- две стороны и угол между ними;
- две стороны и угол напротив одной из них;
- сторона и два прилежащих угла;
- сторона, противолежащий угол и один из прилежащих.

### Основные теоремы
Стандартным методом решения задачи является использование нескольких фундаментальных соотношений, выполняющихся для всех плоских треугольников:
Теорема косинусов
{\displaystyle a^{2}=b^{2}+c^{2}-2bc\cdot \cos \alpha }
{\displaystyle b^{2}=a^{2}+c^{2}-2ac\cdot \cos \beta }
{\displaystyle c^{2}=a^{2}+b^{2}-2ab\cdot \cos \gamma }
Теорема синусов
{\displaystyle {\frac {a}{\sin \alpha }}={\frac {b}{\sin \beta }}={\frac {c}{\sin \gamma }}}
Сумма углов треугольника
{\displaystyle \alpha +\beta +\gamma =180^{\circ }}
Из других иногда полезных на практике универсальных соотношений следует упомянуть теорему тангенсов, теорему котангенсов, теорему о проекциях и формулы Мольвейде.

### Замечания
1. Для нахождения неизвестного угла надёжнее использовать теорему косинусов, а не синусов, потому что значение синуса угла при вершине треугольника не определяет однозначно самого угла, поскольку смежные углы имеют один и тот же синус[6]. Например, если {\displaystyle \sin \beta =0{,}5,} то угол {\displaystyle \beta } может быть как {\displaystyle 30^{\circ }}, так и {\displaystyle 150^{\circ }}, потому что синусы этих углов совпадают. Исключением является случай, когда заранее известно, что в данном треугольнике тупых углов быть не может — например, если треугольник прямоугольный. С косинусом такие проблемы не возникают: в интервале от {\displaystyle 0^{\circ }} до {\displaystyle 180^{\circ }} значение косинуса определяет угол однозначно.
2. При построении треугольников важно помнить, что зеркальное отражение построенного треугольника тоже будет решением задачи. Например, три стороны однозначно определяют треугольник с точностью до отражения.
3. Все треугольники подразумеваются невырожденными, то есть длина стороны не может быть нулевой, а величина угла — положительное число, меньшее, чем {\displaystyle 180^{\circ }}.

Заданы три стороны

### Три стороны

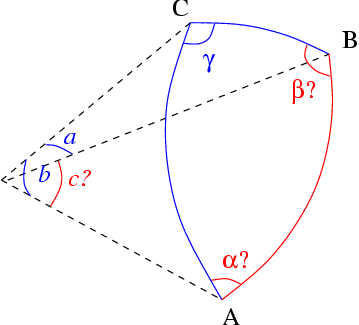
Заданы две стороны и угол между ними

Пусть заданы длины всех трёх сторон {\displaystyle a,b,c}. Условие разрешимости задачи — выполнение неравенства треугольника, то есть каждая длина должна быть меньше, чем сумма двух других длин:
{\displaystyle a<b+c,\quad b<a+c,\quad c<a+b.}
Чтобы найти углы {\displaystyle \alpha ,\beta }, надо воспользоваться теоремой косинусов:
{\displaystyle \alpha =\arccos {\frac {b^{2}+c^{2}-a^{2}}{2bc}},\quad \beta =\arccos {\frac {a^{2}+c^{2}-b^{2}}{2ac}}.}
Третий угол сразу находится из правила, что сумма всех трёх углов должна быть равна {\displaystyle 180^{\circ }\colon }
{\displaystyle \gamma =180^{\circ }-(\alpha +\beta ).}
Не рекомендуется второй угол находить по теореме синусов, потому что, как указано в замечании 1, существует опасность спутать тупой угол с острым. Этой опасности не возникнет, если первым определить, по теореме косинусов, наибольший угол (он лежит против наибольшей из сторон) — два других угла точно являются острыми, и применение к ним теоремы синусов безопасно.
Ещё один метод вычисления углов по известным сторонам — использование теоремы котангенсов.

Заданы две стороны и угол между ними

### Две стороны и угол между ними

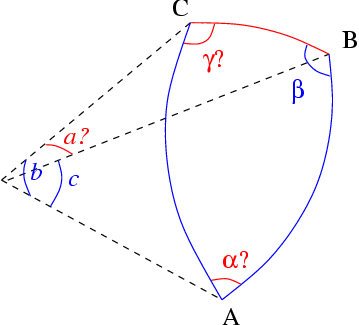
Заданы две стороны и угол не между ними

Пусть для определённости известны длины сторон {\displaystyle a,b} и угол {\displaystyle \gamma } между ними. Этот вариант задачи всегда имеет единственное решение. Для определения длины стороны {\displaystyle c} применяется теорема косинусов:
{\displaystyle c={\sqrt {a^{2}+b^{2}-2ab\cos \gamma }}.}
Фактически задача сведена к предыдущему случаю. Далее ещё раз применяется теорема косинусов для нахождения второго угла:
{\displaystyle \alpha =\arccos {\frac {b^{2}+c^{2}-a^{2}}{2bc}}=\arccos {\frac {b-a\cos \gamma }{\sqrt {a^{2}+b^{2}-2ab\cos \gamma }}}.}
Третий угол находится из теоремы о сумме углов треугольника: {\displaystyle \beta =180^{\circ }-\alpha -\gamma }.

Заданы две стороны и угол не между ними

### Две стороны и угол напротив одной из них

Два возможных решения

В этом случае решений может быть два, одно или ни одного. Пусть известны две стороны {\displaystyle b,c} и угол {\displaystyle \beta }. Тогда уравнение для угла {\displaystyle \gamma } находится из теоремы синусов:
{\displaystyle \sin \gamma ={\frac {c}{b}}\sin \beta .}
Для краткости обозначим {\displaystyle D={\frac {c}{b}}\sin \beta } (правая часть уравнения). Это число всегда положительно. При решении уравнения возможны 4 случая, во многом зависящие от D.
1. Задача не имеет решения (сторона {\displaystyle b} «не достаёт» до линии {\displaystyle BC}) в двух случаях: если {\displaystyle D>1} или если угол {\displaystyle \beta \geqslant 90^{\circ }} и при этом {\displaystyle b\leqslant c.}
2. Если {\displaystyle D=1,} существует единственное решение, причём треугольник прямоугольный: {\displaystyle \gamma =\arcsin D=90^{\circ }.}

1. Если {\displaystyle D<1,} то возможны 2 варианта.
  1. Если {\displaystyle b<c}, то угол {\displaystyle \gamma } имеет два возможных значения: острый угол {\displaystyle \gamma =\arcsin D} и тупой угол {\displaystyle \gamma '=180^{\circ }-\gamma }. На рисунке справа первому значению соответствуют точка {\displaystyle C}, сторона {\displaystyle b} и угол {\displaystyle \gamma }, а второму значению — точка {\displaystyle C'}, сторона {\displaystyle b'=b} и угол {\displaystyle \gamma '}.
  2. Если {\displaystyle b\geqslant c}, то {\displaystyle \beta \geqslant \gamma } (большей стороне треугольника соответствует больший противолежащий угол). Поскольку в треугольнике не может быть двух тупых углов, тупой угол для {\displaystyle \gamma } исключён и решение {\displaystyle \gamma =\arcsin D} единственно.

Третий угол определяется по формуле {\displaystyle \alpha =180^{\circ }-\beta -\gamma }. Третью сторону можно найти по теореме синусов:

В данном случае заданы сторона и прилежащие к ней углы. Аналогичные рассуждения имеют смысл, даже если один из известных углов противоположен стороне.

{\displaystyle a=b\ {\frac {\sin \alpha }{\sin \beta }}}

### Сторона и два угла
Пусть задана сторона {\displaystyle c} и два угла. Эта задача имеет единственное решение, если сумма двух углов меньше {\displaystyle 180^{\circ }}. В противном случае задача решения не имеет.
Вначале определяется третий угол. Например, если даны углы {\displaystyle \alpha ,\beta }, то {\displaystyle \gamma =180^{\circ }-\alpha -\beta }. Далее обе неизвестные стороны находятся по теореме синусов:
{\displaystyle a=c\ {\frac {\sin \alpha }{\sin \gamma }},\quad b=c\ {\frac {\sin \beta }{\sin \gamma }}.}

### Решение прямоугольных треугольников

Прямоугольный треугольник

В этом случае известен один из углов — он равен 90°. Необходимо знать ещё два элемента, хотя бы один из которых — сторона. Возможны следующие случаи:
- два катета;
- катет и гипотенуза;
- катет и прилежащий острый угол;
- катет и противолежащий острый угол;
- гипотенуза и острый угол.

Вершину прямого угла традиционно обозначают буквой {\displaystyle C}, гипотенузу — {\displaystyle c}. Катеты обозначаются {\displaystyle a} и {\displaystyle b}, а величины противолежащих им углов — {\displaystyle \alpha } и {\displaystyle \beta } соответственно.
Расчётные формулы существенно упрощаются, так как вместо теорем синусов и косинусов можно использовать более простые соотношения — теорему Пифагора:
{\displaystyle c^{2}=a^{2}+b^{2}}
и определения основных тригонометрических функций:
{\displaystyle \sin \alpha =\cos \beta ={\frac {a}{c}},\quad \cos \alpha =\sin \beta ={\frac {b}{c}},}
{\displaystyle \operatorname {tg} \alpha =\operatorname {ctg} \beta ={\frac {a}{b}},\quad \operatorname {ctg} \alpha =\operatorname {tg} \beta ={\frac {b}{a}}.}
Ясно также, что углы {\displaystyle \alpha } и {\displaystyle \beta } — острые, так как их сумма равна {\displaystyle 90^{\circ }}. Поэтому любой из неизвестных углов однозначно определяется по любой из его тригонометрических функций (синусу, косинусу, тангенсу и др.) путём вычисления соответствующей обратной тригонометрической функции.
При корректной постановке задачи (если заданы гипотенуза и катет, то катет должен быть меньше гипотенузы; если задан один из двух непрямых углов, то он должен быть острый) решение всегда существует и единственно.

#### Два катета
Гипотенуза находится по теореме Пифагора:
{\displaystyle c={\sqrt {a^{2}+b^{2}}}.}
Углы могут быть найдены с использованием функции арктангенса:
{\displaystyle \alpha =\operatorname {arctg} {\frac {a}{b}},\quad \beta =\operatorname {arctg} {\frac {b}{a}}}
или же по только что найденной гипотенузе:
{\displaystyle \alpha =\arcsin {\frac {a}{c}}=\arccos {\frac {b}{c}},\quad \beta =\arcsin {\frac {b}{c}}=\arccos {\frac {a}{c}}.}

#### Катет и гипотенуза
Пусть известны катет {\displaystyle b} и гипотенуза {\displaystyle c} — тогда катет {\displaystyle a} находится из теоремы Пифагора:
{\displaystyle a={\sqrt {c^{2}-b^{2}}}.}
После этого углы определяются аналогично предыдущему случаю.

#### Катет и прилежащий острый угол
Пусть известны катет {\displaystyle b} и прилежащий к нему угол {\displaystyle \alpha }.
Гипотенуза {\displaystyle c} находится из соотношения
{\displaystyle c={\frac {b}{\cos \alpha }}.}
Катет {\displaystyle a} может быть найден либо по теореме Пифагора аналогично предыдущему случаю, либо из соотношения
{\displaystyle a=b\ \mathrm {tg} \,\alpha .}
Острый угол {\displaystyle \beta } может быть найден как
{\displaystyle \beta =90^{\circ }-\alpha .}

#### Катет и противолежащий острый угол
Пусть известны катет {\displaystyle b} и противолежащий ему угол {\displaystyle \beta }.
Гипотенуза {\displaystyle c} находится из соотношения
{\displaystyle c={\frac {b}{\sin \beta }}.}
Катет {\displaystyle a} и второй острый угол {\displaystyle \alpha } могут быть найдены аналогично предыдущему случаю.

#### Гипотенуза и острый угол
Пусть известны гипотенуза {\displaystyle c} и острый угол {\displaystyle \beta }.
Острый угол {\displaystyle \alpha } может быть найден как
{\displaystyle \alpha =90^{\circ }-\beta .}
Катеты определяются из соотношений
{\displaystyle a=c\sin \alpha =c\cos \beta ,}
{\displaystyle b=c\sin \beta =c\cos \alpha .}

## Решение сферических треугольников
Сферический треугольник общего вида полностью определяется тремя из шести своих характеристик (3 стороны и 3 угла). Стороны сферического треугольника {\displaystyle a,b,c} принято измерять не линейными единицами, а величиной опирающихся на них центральных углов.
Решение треугольников в сферической геометрии имеет ряд отличий от плоского случая. Например, сумма трёх углов {\displaystyle \alpha +\beta +\gamma } зависит от треугольника; кроме того, на сфере не существует неравных подобных треугольников, и поэтому задача построения треугольника по трём углам имеет единственное решение. Но основные соотношения: две сферические теоремы косинусов и сферическая теорема синусов, — используемые для решения задачи, аналогичны плоскому случаю.
Из других соотношений могут оказаться полезными формулы аналогии Непера и формула половины стороны.

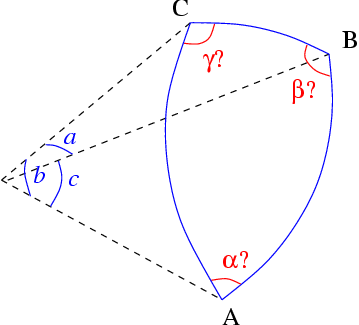
Заданы три стороны

### Три стороны
Если даны (в угловых единицах) стороны {\displaystyle a,b,c}, то углы треугольника определяются из теоремы косинусов:
{\displaystyle \alpha =\arccos \left({\frac {\cos a-\cos b\ \cos c}{\sin b\ \sin c}}\right)},
{\displaystyle \beta =\arccos \left({\frac {\cos b-\cos c\ \cos a}{\sin c\ \sin a}}\right)},
{\displaystyle \gamma =\arccos \left({\frac {\cos c-\cos a\ \cos b}{\sin a\ \sin b}}\right)},

### Две стороны и угол между ними
Пусть заданы стороны {\displaystyle a,b} и угол {\displaystyle \gamma } между ними. Сторона {\displaystyle c} находится по теореме косинусов:
{\displaystyle c=\arccos \left(\cos a\cos b+\sin a\sin b\cos \gamma \right)}
Углы {\displaystyle \alpha ,\beta } можно найти так же, как в предыдущем случае, можно также использовать формулы аналогии Непера:
{\displaystyle \alpha =\operatorname {arctg} \ {\frac {2\sin a}{\operatorname {tg} ({\frac {\gamma }{2}})\sin(b+a)+\operatorname {ctg} ({\frac {\gamma }{2}})\sin(b-a)}},}
{\displaystyle \beta =\operatorname {arctg} \ {\frac {2\sin b}{\operatorname {tg} ({\frac {\gamma }{2}})\sin(a+b)+\operatorname {ctg} ({\frac {\gamma }{2}})\sin(a-b)}}.}

### Две стороны и угол не между ними
Пусть заданы стороны {\displaystyle b,c} и угол {\displaystyle \beta }. Чтобы решение существовало, необходимо выполнение условия:
{\displaystyle b>\arcsin(\sin c\,\sin \beta ).}
Угол {\displaystyle \gamma } получается из теоремы синусов:
{\displaystyle \gamma =\arcsin \left({\frac {\sin c\,\sin \beta }{\sin b}}\right).}
Здесь, аналогично плоскому случаю, при {\displaystyle b<c} получаются два решения: {\displaystyle \gamma } и {\displaystyle 180^{\circ }-\gamma }.
Остальные величины можно найти из формул аналогии Непера:

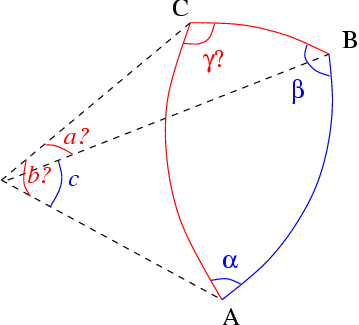
Заданы сторона и прилежащие углы

{\displaystyle a=2\operatorname {arctg} \left\{\operatorname {tg} \left({\frac {1}{2}}(b-c)\right){\frac {\sin \left({\frac {1}{2}}(\beta +\gamma )\right)}{\sin \left({\frac {1}{2}}(\beta -\gamma )\right)}}\right\}},
{\displaystyle \alpha =2\operatorname {arcctg} \left\{\operatorname {tg} \left({\frac {1}{2}}(\beta -\gamma )\right){\frac {\sin \left({\frac {1}{2}}(b+c)\right)}{\sin \left({\frac {1}{2}}(b-c)\right)}}\right\}}.

### Сторона и прилежащие углы
В этом варианте задана сторона {\displaystyle c} и углы {\displaystyle \alpha ,\beta }. Угол {\displaystyle \gamma } определяется по теореме косинусов:
{\displaystyle \gamma =\arccos(\sin \alpha \sin \beta \cos c-\cos \alpha \cos \beta ).}
Две неизвестные стороны получаются из формул аналогии Непера:
{\displaystyle a=\operatorname {arctg} \left\{{\frac {2\sin \alpha }{\operatorname {ctg} (c/2)\sin(\beta +\alpha )+\operatorname {tg} (c/2)\sin(\beta -\alpha )}}\right\}}
{\displaystyle b=\operatorname {arctg} \left\{{\frac {2\sin \beta }{\operatorname {ctg} (c/2)\sin(\alpha +\beta )+\operatorname {tg} (c/2)\sin(\alpha -\beta )}}\right\}}
или, если использовать вычисленный угол {\displaystyle \gamma }, по теореме косинусов:

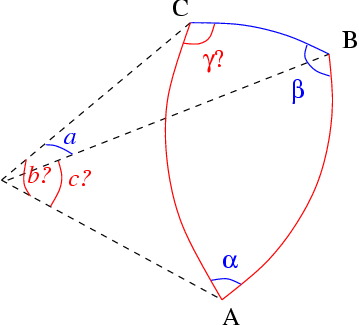
Заданы два угла и сторона не между ними

{\displaystyle a=\arccos \left({\frac {\cos \alpha +\cos \beta \cos \gamma }{\sin \beta \sin \gamma }}\right),}
{\displaystyle b=\arccos \left({\frac {\cos \beta +\cos \gamma \cos \alpha }{\sin \gamma \sin \alpha }}\right).}

### Два угла и сторона не между ними
В отличие от плоского аналога данная задача может иметь несколько решений.
Пусть заданы сторона {\displaystyle a} и углы {\displaystyle \alpha ,\beta }. Сторона {\displaystyle b} определяется по теореме синусов:
{\displaystyle b=\arcsin \left({\frac {\sin a\,\sin \beta }{\sin \alpha }}\right).}
Если угол для стороны {\displaystyle a} острый и {\displaystyle \alpha >\beta }, существует второе решение:
{\displaystyle b=\pi -\arcsin \left({\frac {\sin a\,\sin \beta }{\sin \alpha }}\right).}
Остальные величины определяются из формул аналогии Непера:

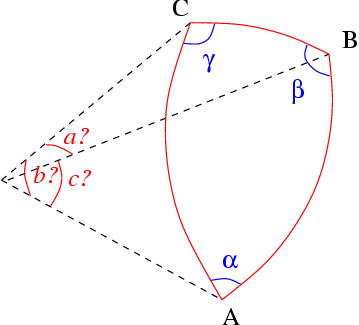
Заданы три угла

{\displaystyle c=2\operatorname {arctg} \left\{\operatorname {tg} \left({\frac {1}{2}}(a-b)\right){\frac {\sin \left({\frac {1}{2}}(\alpha +\beta )\right)}{\sin \left({\frac {1}{2}}(\alpha -\beta )\right)}}\right\}.}
{\displaystyle \gamma =2\operatorname {arcctg} \left\{\operatorname {tg} \left({\frac {1}{2}}(\alpha -\beta )\right){\frac {\sin \left({\frac {1}{2}}(a+b)\right)}{\sin \left({\frac {1}{2}}(a-b)\right)}}\right\}.}

### Три угла
Если заданы три угла, стороны находятся по теореме косинусов:
{\displaystyle a=\arccos \left({\frac {\cos \alpha +\cos \beta \cos \gamma }{\sin \beta \sin \gamma }}\right)},
{\displaystyle b=\arccos \left({\frac {\cos \beta +\cos \gamma \cos \alpha }{\sin \gamma \sin \alpha }}\right)},
{\displaystyle c=\arccos \left({\frac {\cos \gamma +\cos \alpha \cos \beta }{\sin \alpha \sin \beta }}\right)}.
Другой вариант: использование формулы половины угла.

### Решение прямоугольных сферических треугольников
Изложенные алгоритмы значительно упрощаются, если известно, что один из углов треугольника (например, угол {\displaystyle C}) прямой. Прямоугольный сферический треугольник полностью определяется двумя элементами, остальные три находятся при помощи мнемонического правила Непера или из нижеприведённых соотношений:
{\displaystyle \sin a=\sin c\cdot \sin \alpha =\operatorname {tg} b\cdot \operatorname {ctg} \beta ,}
{\displaystyle \sin b=\sin c\cdot \sin \beta =\operatorname {tg} a\cdot \operatorname {ctg} \alpha ,}
{\displaystyle \cos c=\cos a\cdot \cos b=\operatorname {ctg} \alpha \cdot \operatorname {ctg} \beta ,}
{\displaystyle \operatorname {tg} a=\sin b\cdot \operatorname {tg} \alpha ,}
{\displaystyle \operatorname {tg} b=\operatorname {tg} c\cdot \cos \alpha ,}
{\displaystyle \cos \alpha =\cos a\cdot \sin \beta =\operatorname {tg} b\cdot \operatorname {ctg} c,}
{\displaystyle \cos \beta =\cos b\cdot \sin \alpha =\operatorname {tg} a\cdot \operatorname {ctg} c.}

## Вариации и обобщения
Во многих практически важных задачах вместо сторон треугольника задаются другие его характеристики — например, длина медианы, высоты, биссектрисы, радиус вписанного или описанного круга и т. д. Аналогично вместо углов при вершинах треугольника в задаче могут фигурировать иные углы. Алгоритмы решения подобных задач чаще всего комбинируются из рассмотренных выше теорем тригонометрии.
Примеры:
- Задача Региомонтана: построить треугольник, если известны одна его сторона, длина опущенной на неё высоты и противолежащий угол[21].
- Задача Снеллиуса-Потенота.
- Задача Томаса Финке[22]: найти углы треугольника, если известна сумма двух углов {\displaystyle \alpha +\beta } и отношение противолежащих сторон {\displaystyle a:b}.
- Задача Ньютона: решить треугольник, если известны одна его сторона, противолежащий угол и сумма двух других сторон.

## Примеры практического применения

### Триангуляция

Определение расстояния с помощью триангуляции

Чтобы определить расстояние {\displaystyle d} от берега до недоступной точки — например, до удалённого корабля,— нужно отметить на берегу две точки, расстояние {\displaystyle l} между которыми известно, и измерить углы {\displaystyle \alpha } и {\displaystyle \beta } между линией, соединяющей эти точки, и направлением на корабль. Из формул варианта «сторона и два угла» можно найти длину высоты треугольника:
{\displaystyle d={\frac {\sin \alpha \,\sin \beta }{\sin(\alpha +\beta )}}\,l={\frac {\operatorname {tg} \alpha \,\operatorname {tg} \beta }{\operatorname {tg} \alpha +\operatorname {tg} \beta }}\,l}
Этот метод используется в каботажном судоходстве. Углы {\displaystyle \alpha ,\beta } при этом оцениваются наблюдениями с корабля известных ориентиров на земле. Аналогичная схема используется в астрономии, чтобы определить расстояние до близкой звезды: измеряются углы наблюдения этой звезды с противоположных точек земной орбиты (то есть с интервалом в полгода) и по их разности (параллаксу) вычисляют искомое расстояние.

Определение высоты горы

Другой пример: требуется измерить высоту {\displaystyle h} горы или высокого здания. Известны углы {\displaystyle \alpha ,\beta } наблюдения вершины из двух точек, расположенных на расстоянии {\displaystyle l}. Из формул того же варианта, что и выше, получается:
{\displaystyle h={\frac {\sin \alpha \,\sin \beta }{\sin(\beta -\alpha )}}\,l={\frac {\operatorname {tg} \alpha \,\operatorname {tg} \beta }{\operatorname {tg} \beta -\operatorname {tg} \alpha }}\,l}

### Расстояние между двумя точками на поверхности земного шара
Надо вычислить расстояние между двумя точками на земном шаре:
Точка {\displaystyle A}: широта {\displaystyle \lambda _{\mathrm {A} },} долгота {\displaystyle L_{\mathrm {A} },}
Точка {\displaystyle B}: широта {\displaystyle \lambda _{\mathrm {B} },} долгота {\displaystyle L_{\mathrm {B} },}
Для сферического треугольника {\displaystyle ABC}, где {\displaystyle C} — северный полюс, известны следующие величины:
{\displaystyle a=90^{\mathrm {o} }-\lambda _{\mathrm {B} }}
{\displaystyle b=90^{\mathrm {o} }-\lambda _{\mathrm {A} }}
{\displaystyle \gamma =L_{\mathrm {A} }-L_{\mathrm {B} }}
Это случай «две стороны и угол между ними». Из приведенных выше формул получается:
{\displaystyle \mathrm {AB} =R\arccos \left\{\sin \lambda _{\mathrm {A} }\,\sin \lambda _{\mathrm {B} }+\cos \lambda _{\mathrm {A} }\,\cos \lambda _{\mathrm {B} }\,\cos \left(L_{\mathrm {A} }-L_{\mathrm {B} }\right)\right\}},
где {\displaystyle R} — радиус Земли.

## История
Зачатки тригонометрических знаний можно найти в математических рукописях Древнего Египта, Вавилона и Древнего Китая. Главным достижением этого периода стало соотношение, позже получившее имя теоремы Пифагора; Ван дер Варден считает, что вавилоняне открыли его между 2000 и 1786 годами до н. э.
Общая постановка задачи решения треугольников (как плоских, так и сферических) появилась в древнегреческой геометрии. Во второй книге «Начал» Евклида теорема 12 представляет собой словесный аналог теоремы косинусов для тупоугольных треугольников:

В тупоугольных треугольниках квадрат на стороне, стягивающей тупой угол, больше [суммы] квадратов на сторонах, содержащих тупой угол, на дважды взятый прямоугольник, заключённый между одной из сторон при тупом угле, на которую падает перпендикуляр, и отсекаемым этим перпендикуляром снаружи отрезком при тупом угле.

Следующая за ней теорема 13 — вариант теоремы косинусов для остроугольных треугольников. Аналога теоремы синусов у греков не было, это важнейшее открытие было сделано гораздо позднее: древнейшее из дошедших до нас доказательств теоремы синусов на плоскости описано в книге Насир ад-Дин Ат-Туси «Трактат о полном четырёхстороннике», написанной в XIII веке.
Первые тригонометрические таблицы составил, вероятно, Гиппарх в середине II века до н. э. для астрономических расчётов. Позднее астроном II века Клавдий Птолемей в «Альмагесте» дополнил результаты Гиппарха. Первая книга «Альмагеста» — самая значимая тригонометрическая работа всей античности. В частности, «Альмагест» содержит обширные тригонометрические таблицы хорд для острых и тупых углов, с шагом 30 угловых минут. В таблицах Птолемей приводит значение длин хорд с точностью до трех шестидесятиричных знаков. Такая точность примерно соответствует пятизначной десятичной таблице синусов с шагом 15 угловых минут.
Птолемей явно не формулирует теорему синусов и косинусов для треугольников. Тем не менее он всегда справляется с задачей решения треугольников, разбивая треугольник на два прямоугольных.
Параллельно с развитием тригонометрии плоскости греки, под влиянием астрономии, далеко продвинули сферическую тригонометрию. Решающим этапом в развитии теории стала монография «Сферика» в трёх книгах, которую написал Менелай Александрийский (около 100 года н. э.). В первой книге он изложил теоремы о сферических треугольниках, аналогичные теоремам Евклида о плоских треугольниках (см. I книгу «Начал»). По сообщению Паппа, Менелай первым ввёл понятие сферического треугольника как фигуры, образованной отрезками больших кругов. Несколько десятилетий спустя Клавдий Птолемей в своих трудах «География», «Аналемма» и «Планисферий» даёт подробное изложение тригонометрических приложений к картографии, астрономии и механике.
В IV веке, после упадка античной науки, центр развития математики переместился в Индию. Сочинения индийских математиков (сиддханты) показывают, что их авторы были хорошо знакомы с трудами греческих астрономов и геометров. Чистой геометрией индийцы интересовались мало, но их вклад в прикладную астрономию и расчётные аспекты тригонометрии очень значителен. В частности, индийцы первыми ввели в использование косинус. Кроме того, индийцы знали формулы для кратных углов {\displaystyle \sin n\varphi }, {\displaystyle \cos n\varphi } для {\displaystyle n=2,3,4,5}. В «Сурья-сиддханте» и в трудах Брахмагупты при решении задач фактически используется сферический вариант теоремы синусов, однако общая формулировка этой теоремы в Индии так и не появилась.
В VIII веке учёные стран Ближнего и Среднего Востока познакомились с трудами древнегреческих и индийских математиков и астрономов. Их астрономические трактаты, аналогичные индийским сиддхантам, назывались «зиджи»; типичный зидж представлял собой сборник астрономических и тригонометрических таблиц, снабжённый руководством по их использованию и (не всегда) изложением общей теории. Сравнение зиджей периода VIII—XIII веков показывает быструю эволюцию тригонометрических знаний. Самые ранние из сохранившихся трудов принадлежат ал-Хорезми и ал-Марвази (IX век), которые рассмотрели, наряду с известными ещё индийцам синусом и косинусом, новые тригонометрические функции: тангенс, котангенс, секанс и косеканс.
Сабит ибн Курра (IX век) и ал-Баттани (X век) первыми открыли фундаментальную теорему синусов для частного случая прямоугольного сферического треугольника. Для произвольного сферического треугольника доказательство было найдено (разными способами и, вероятно, независимо друг от друга) Абу-л-Вафой, ал-Худжанди и ибн Ираком в конце X века. В другом трактате ибн Ирака сформулирована и доказана теорема синусов для плоского треугольника. Сферическая теорема косинусов в общем виде сформулирована в странах ислама не была, однако в трудах Сабита ибн Курры, ал-Баттани и других астрономов имеются эквивалентные ей утверждения.
Фундаментальное изложение тригонометрии как самостоятельной науки (как плоской, так и сферической) дал персидский математик и астроном Насир ад-Дин ат-Туси в 1260 году. Его «Трактат о полном четырёхстороннике» содержит практические способы решения типичных задач, в том числе труднейших, решенных самим ат-Туси — например, построение сторон сферического треугольника по заданным трём углам. Таким образом, к концу XIII века были открыты базовые теоремы, необходимые для эффективного решения треугольников.
В Европе развитие тригонометрической теории стало чрезвычайно важным в Новое время, в первую очередь для артиллерии, оптики и навигации при дальних морских путешествиях. В 1551 году появились 15-значные тригонометрические таблицы Ретика, ученика Коперника, с шагом 10". Потребность в сложных тригонометрических расчётах вызвала в начале XVII века открытие логарифмов, причём первые логарифмические таблицы Джона Непера содержали только логарифмы тригонометрических функций. Среди других открытий Непера — эффективный алгоритм решения сферических треугольников, получивший название «формулы аналогии Непера». Алгебраизация тригонометрии, начатая Франсуа Виетом, была завершена Леонардом Эйлером в XVIII веке, после чего алгоритмы решения треугольников приобрели современный вид.